# Veratrum viride
El falso eléboro verde es una planta perenne que crece de un pequeño rizoma que lanza unas hojas espectaculares. Se conoce que es extremadamente tóxico y por esta razón es considerada planta parásita por los agricultores.

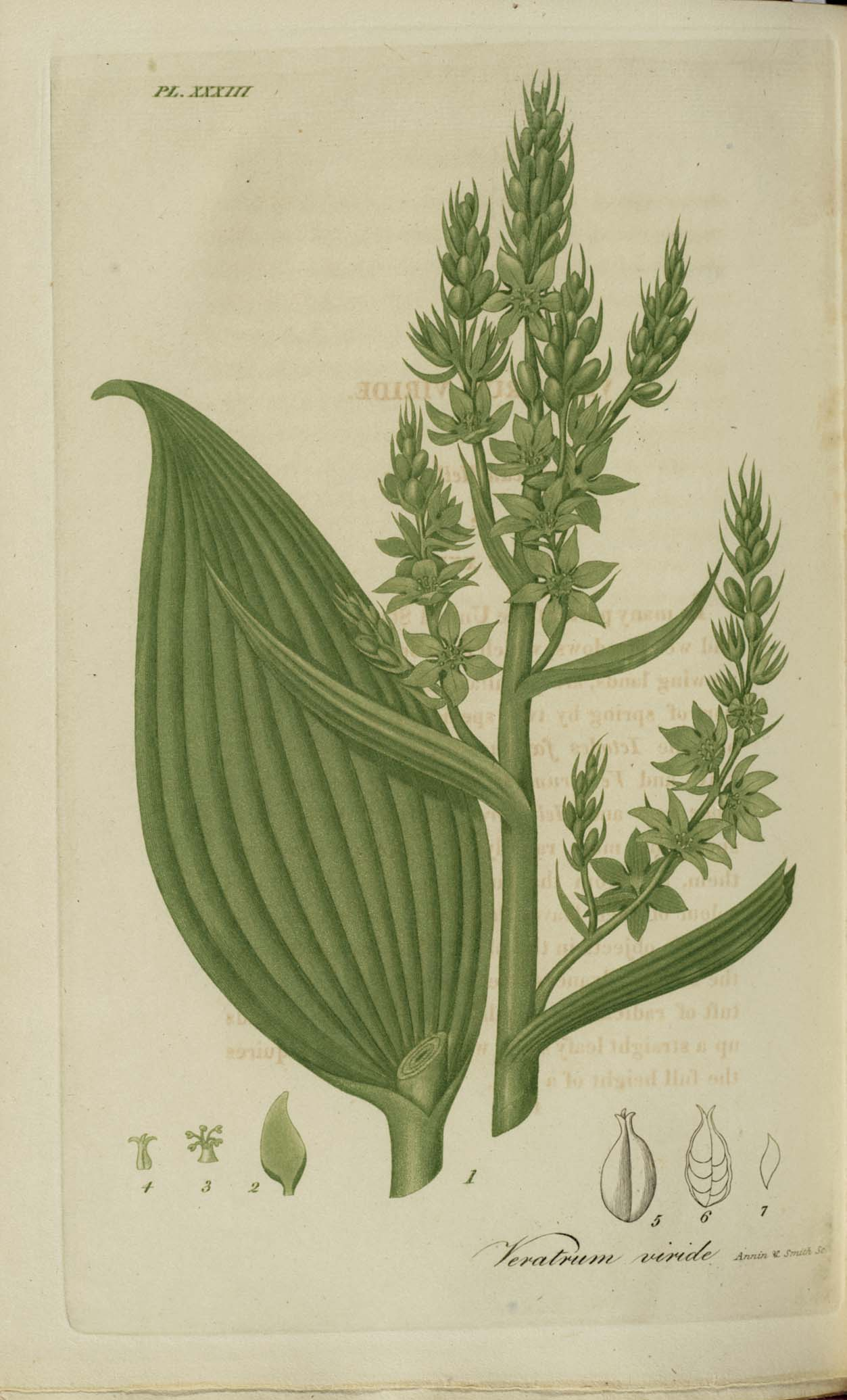
Ilustración

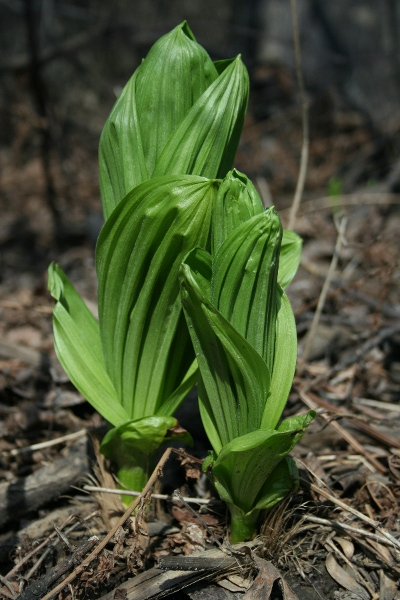
Vista de la planta

## Descripción
Es una planta herbácea perenne que alcanza un tamaño de 0,7-2 m de altura, con un tallo verde. Las hojas están dispuestas en espiral, de 10-35 cm de largo y 5-20 cm de ancho, elípticas a lanceoladas amplias que terminan en un punto corto, fuertemente nervada y peluda en la parte inferior. Las flores son numerosas, producidas en una gran ramificada inflorescencia de 30-70 cm de altura; cada flor es de 5-12 mm de largo, con seis  tépalos verdes a amarillo-verde. El fruto es una cápsula de 1,5 a 3 cm de largo, que se divide en tres secciones en la madurez para liberar las numerosas semillas  plana de 8-10 mm de diámetro. La planta se reproduce a través de rizoma de crecimiento, así como por semillas.

## Distribución
Crece en áreas húmedas de bosques desde Alaska a California norteña y Montañas Rocosas. En el este están presentes desde Georgia a Labrador.

## Propiedades
- Planta altamente tóxica que puede causar la muerte.
- Utilizada por los nativos en tratamientos externos.

## Taxonomía
Veratrum viride fue descrita por William Aiton y publicado en Hortus Kewensis; or, a catalogue . . . 3: 422. 1789.
Etimología
Veratrum: nombre genérico que deriva del latín y significa "raíces oscuras" y también el antiguo nombre de Helleborus.
viride: epíteto latíno que significa "de color verde"
Variedad aceptada
- Veratrum viride var. eschscholtzianum (Schult. & Schult.f.) Breitung

Sinonimia
- Helonias viridis (Aiton) Ker Gawl.
- Veratrum viride var. viride[9]